# 拉鍊夾傷陰莖
拉鍊夾傷陰莖（zipper-related penile injury，簡稱ZIRPI，直譯為與拉鍊相關的陰莖損傷），指的是身穿褲裝的男人在拉起或拉下褲子上的拉鍊時、因為拉鍊與自己的陰莖發生摩擦而產生的傷害。根據醫學博士Joan Bothner撰寫的《拉鍊傷害管理》（Management of zipper injuries）指出，拉鍊夾傷陰莖通常是夾到包皮或多餘的陰莖皮，會引發局部水腫、表皮擦傷、瘀傷和疼痛。

## 統計

拉鏈的原理

根據英國泌尿科手術協會公佈的統計顯示，最容易讓男性生殖器受到傷害的元兇是拉鍊，自2002年起至2010年止，共有1萬7616名男性因為「拉鍊夾到陰莖」而掛急診。中華民國的泌尿科醫師陳偉寶則統計，因拉鍊夾陰莖而求診的男性多發生在20歲上下，除去一部份是因為不穿內褲而造成，有超過一半發生在自慰和性行為等性活動後，因太急著穿褲子而產生。根據臨床經驗，受傷部位多在陰莖上方，龜頭後方約1至2公分處。根據泌尿科醫生Lawrence Wyner在美國泌尿科協會2016年年會上的報告，每年有2000個成人因為拉鍊而造成陰莖損傷的案例，是造成陰莖損傷的主要原因。對兒童而言，馬桶座椅是造成陰莖傷害的主要原因，拉鍊是其次。Joan Bothner在《拉鍊傷害管理》的統計中指出，在2至12歲的年齡層裡，有60%的男性在受傷時穿著內褲，84%的傷害是自己造成的，而有92%的傷害是在拉鏈被拉上時發生。

## 大眾文化
音樂創作團體「Oh！特爽」改編石井健雄的歌曲《Chicken Attack》（雞攻擊之術），創作歌曲《鍊攻擊の術》描述陰莖被拉鍊傷時的痛苦。